# Guillaume de Montreuil
Guillaume de Montreuil est un aventurier normand du XIe siècle qui s'illustra comme mercenaire en Italie du Sud et en Espagne.

« …un singuler chevalier, petit de la personne, molt robuste et fort, estoit gentil home et molt vaillant et esprové… »

— Aimé du Mont-Cassin, XIe siècle

« ... le Bon Normand… »

— Ordéric Vital, XIIe siècle

## Biographie
Guillaume de Montreuil, natif du duché de Normandie (peut-être à Montreuil-l'Argillé), appartient à une famille de la moyenne aristocratie normande, les Giroie, une famille du sud du duché issue de la noblesse franque qui s'est ralliée au pouvoir ducal sous le duc Richard l'Irascible (996-1026).
Son grand-père est un certain Geroius (qui donnera son nom à la famille « Giroie ») qui épousera Gisla, fille de Thurstin de Bastembourg, un noble normand issu d'un lignage scandinave. De cette union naît plusieurs enfants dont le père de Guillaume de Montreuil, Guillaume, nommé Guillaume fils de Giroye par Guillaume de Jumièges. De son union avec une certaine Emma, fille de Vauquelin de Tannée, naît Guillaume autour des années 1020. Guillaume fils de Giroye quitta vers les années 1050 le duché de Normandie pour l'Italie du Sud où vivent de nombreux compatriotes normands, avant de mourir dans la cité de Gaète.
Installé également en Italie où il s'illustre dans le métiers des armes, Guillaume de Montreuil épouse une fille du comte normand d'Aversa et prince de Capoue Richard Drengot. Par ce mariage, Guillaume s'allie aux deux familles normandes les plus puissantes et influentes d'Italie méridionale, les Quarrel-Drengot et les Hauteville ; en effet, la femme de Richard Drengot est Frédésende, l'une des filles de Tancrède de Hauteville, père de Robert Guiscard, le plus fameux des Normands d'Italie. Par cette union avantageuse, il reçoit également le comté des Marses (en Campanie) et celui d'Aquino (Latium), avant d'être nommé par son beau-père duc de Gaète en 1064. Pour peu de temps : peut-être par opportunisme, il répudia sa femme pour épouser une noble lombarde de la cité de Capoue, Maria, fille du prince Pandolf IV de Capoue ; de ce fait, son ex-beau-père lui confisqua le duché de Gaeta.
Guillaume de Montreuil se rend ensuite à Rome où il se met au service du pape Alexandre II ; devenu gonfalonier du pape, il commande également la cavalerie de Rome. C'est en cette qualité de serviteur du pape que Guillaume de Montreuil se rend dans la péninsule Ibérique combattre les musulmans. Chef du contingent papal, il s'illustre en 1064 dans la célèbre Croisade de Barbastro, près de Huesca, aux côtés notamment des forces locales dirigées par Sancho Ramirez, roi d'Aragon. Pour la Reconquista, Barbastro était un point stratégique entre la vallée de l'Èbre et les terres montagneuses de l'Aragon ; sa prise fut nécessaire pour pouvoir s'attaquer à Saragosse. La cité est bientôt encerclée par des Croisés venus majoritairement de la France actuelle, autant attirés par l'appât du gain que par le devoir religieux. Un accident concernant l'approvisionnement en eau oblige les défenseurs de la ville à se rendre ; la ville fut mise à sac par les Croisés dont les hommes de Guillaume de Montreuil, qui se livrèrent à la débauche et à la cruauté. Le pays environnant fut dévasté et un énorme butin fut partagé entre les mercenaires.
Au cours de la prise de la forteresse de Barbastro, plus de 50 000 musulmans furent tués, un chiffre peut-être exagéré.
Guillaume de Montreuil a obtenu en butin 500 jeunes femmes avec une richesse de meubles, de vêtements et de bijoux, et rentre à Rome couvert de gloire. Cependant, les Croisés, affaiblis par la débauche, n'ont pas su exploiter leurs victoires.
Peu de temps avant sa mort, Guillaume de Montreuil accorda deux églises à l'abbaye du Mont-Cassin en septembre 1068.
Il meurt à Rome à une date inconnue, d'une forte fièvre selon Aimé du Mont-Cassin.

## Sources
- Aimé du Mont-Cassin, Histoire des Normands.
- Ordéric Vital.
- Guillaume de Jumièges.